# Ásta Ragnheiður Jóhannesdóttir
Ásta Ragnheiður Jóhannesdóttir (islandais : [ˈausta ˈrakn̥heiðʏr ˈjoːuhanɛstouhtɪr]), née le 16 octobre 1949, est une femme politique islandaise. 

## Biographie
Ásta R. Jóhannesdóttir étudie les sciences sociales à l'université d'Islande. Elle est ensuite enseignante, puis programmatrice à la Ríkisútvarpið, le service public de radio et télévision islandaise. 
Elle commence une carrière politique en 1995, sous la bannière du mouvement national Þjóðvaki, tout juste créé, en étant élue députée au parlement islandais (l'Althing). En 1999, son mouvement fusionne au sein d'Alliance. Elle est réélue jusqu'en 2013. 
Elle est la ministre islandaise des Affaires sociales du 1er février au 14 mai 2009. Elle est présidente du parlement de 2009 à 2013. 